# Mimodromius
Mimodromius is een geslacht van kevers uit de familie van de loopkevers (Carabidae). De wetenschappelijke naam van het geslacht is voor het eerst geldig gepubliceerd in 1873 door Chaudoir.

## Soorten
Het geslacht Mimodromius omvat de volgende soorten:
- Mimodromius altus Liebke, 1951
- Mimodromius aptinoides (Brulle, 1837)
- Mimodromius bicolor (Brulle, 1837)
- Mimodromius bolivianus Mateu, 1955
- Mimodromius bosqui Mateu, 1955
- Mimodromius chilensis (Solier, 1849)
- Mimodromius chopardi Mateu, 1955
- Mimodromius cruciger (Chaudoir, 1876)
- Mimodromius cyanipennis (Brulle, 1834)
- Mimodromius descendens Mateu, 1955
- Mimodromius elegantulus Mateu, 1964
- Mimodromius equatorianus Mateu, 1970
- Mimodromius fleissi Mateu, 1959
- Mimodromius frigidus Germain, 1894
- Mimodromius gracilis Chaudoir, 1876
- Mimodromius hassenteufeli Mateu, 1959
- Mimodromius insperatus Mateu, 1986
- Mimodromius leleupi Mateu, 1972
- Mimodromius lepidus (Brulle, 1834)
- Mimodromius lividus Mateu, 1955
- Mimodromius lojanus Liebke, 1935
- Mimodromius martinezi (Mateu, 1959)
- Mimodromius metallicus Mateu, 1955
- Mimodromius monrosi Mateu, 1955
- Mimodromius negrei Mateu, 1960
- Mimodromius nigroeburneus Mateu, 1955
- Mimodromius obscuripennis Chaudoir, 1876
- Mimodromius onorei Mateu, 1993
- Mimodromius parallelus Chaudoir, 1876
- Mimodromius peruvianus Mateu, 1955
- Mimodromius phaeoxanthus Chaudoir, 1876
- Mimodromius philippii Reed, 1874
- Mimodromius poggii Mateu, 1985
- Mimodromius proseni Mateu, 1955
- Mimodromius puncticeps Liebke, 1935
- Mimodromius rugosus Mateu, 1955
- Mimodromius solieri Csiki, 1932
- Mimodromius straneoi Mateu, 1960
- Mimodromius trivittis (Chaudoir, 1876)
- Mimodromius veyrauchi Mateu, 1970
- Mimodromius wagneri Liebke, 1935
- Mimodromius zischkai Mateu, 1955